# Akrochordite
L'akrochordite (ou achrochordite ou encore acrochordite) est une espèce minérale rare d'arséniate (Mn,Mg) qui se présente sous forme de petits agrégats arrondis en forme de verrues. Elle a été découverte vers 1916 dans une veine de minerai d'hausmannite provenant d'un gisement métamorphisé de Fe–Mn en Suède.
Décrite et nommée par le minéralogiste suédois Gustaf Flink (en) en 1922 à partir du grec ακρόχορδον / akrochordon (verrue), en allusion à la forme de ses agrégats, elle voit sa validité confirmée par l'IMA en 1951, et l'attribution du symbole Akr.   
Sa localité type est la mine de Långban, sur la commune de Filipstad, comté de Värmland en Suède.  
Elle forme un groupe portant son nom et dont le seul autre membre est la guanacoïte.  

## Chimie

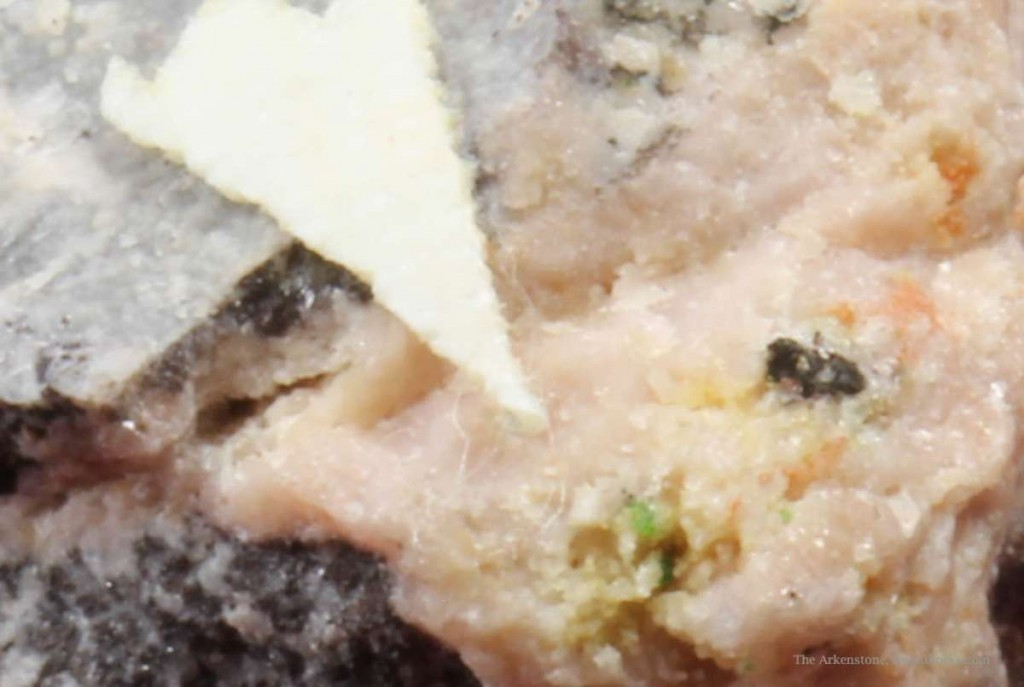
Détail du matériau-type de Langban. Cristal rose dans une petite vacuité accompagné d'évéite vert vif, vitreux. Taille : < 0,5 mm.

La formule chimique du minéral est MnMn2Mn2(AsO4)2(OH)4(H2O)4, ou dans sa version simplifiée (Mn2+)5(AsO4)2(OH)4· 4H2O. La présence de molécules d'eau en fait un hydrate. Il est à noter que le matériau type possède une formule légèrement différente, à savoir Mn4Mg(AsO4)2(OH)4·4(H2O), le Mg remplaçant le Mn,.
Facilement soluble dans l'acide sulfurique dilué, elle donne un liquide violet. 
Sa masse moléculaire de la maille cristalline s'élève à 661,99 gm et l'oxyde le plus présent est l'oxyde de manganèse(II), MnO, qui en occupe 42,86 %.
| Composition | Composition |
| ----------- | ----------- |
| Magnésium   | 3,67 %      |
| Manganèse   | 33,20 %     |
| Arsenic     | 22,64 %     |
| Hydrogène   | 1,83 %      |
| Oxygène     | 38,67 %     |

Elle constitue un arséniate isomorphe (Mn,Mg) de la guanacoïte.

## Structure
L'akrochordite, monoclinique, et de classe cristalline 2/m est constituée de feuillets de composition unitaire [M 2/5+(OH)4(H2O)4(AsO4)2], où M2+ = Mn2+ principal et Mg2+ subordonné. Ces feuillets sont localement basés sur des bandes cubiques compactes d'atomes d'oxygène et sont reliés aux feuillets voisins de symétrie équivalente par quatre liaisons hydrogène indépendantes, plutôt fortes, et le pont [O(1)]-As-[O(2),O(3)] du tétraèdre d'arséniate.
Une feuille de formule d'unité de structure se produit parallèlement à {010}. Elle est limitée dans les glissements axiaux c et seules les liaisons hydrogènes pénètrent la limite le long de [010].

## Gîte et formation
L'acrochordite, a été découverte dans les mines de Långban, à une profondeur de 100 mètres. Ses cristaux ont été trouvés dans des druses, avec d'autres minéraux, sur un substrat de dolomite impure associée à des cristaux de pyrochroïte. Elle y cotoyait aussi la barytine, la brandtite, l'évéite et l'hausmannite. Elle a été trouvée par la suite dans les fractures d'un gisement de zinc métamorphisé (Sterling Hill, New Jersey, États-Unis). 
L'akrochordite provient de l'altération ou du métamorphisme de concentrations de manganèse, zinc, baryum ou plomb (mode paragénétique n°32).
Il y a trois gisements recensés dans le monde par la base de données minéralogique Mindat.org en 2025 : en plus de celui de Suède, il y a aux États-Unis, Sterling Hill  et en Allemagne, Bad Grund. 